# 艾迪生 (紐約州)
艾迪生（英語：Addison）是一個位於美國紐約州斯托本縣的鎮。

## 人口
根據2020年美國人口普查的數據，艾迪生的面積為66.53平方千米，當中陸地面積為66.16平方千米，而水域面積為0.37平方千米。當地共有人口2397人，而人口密度為每平方千米36人。